# Култура Таџикистана
Култура Таџикистана је свеукупност културних традиција таџичког народа и других народа који живе на територији Таџикистана. Ова култура се развијала неколико хиљада година. Настао је због географског положаја земље и њене вишевековне историје. Тренутно, на територији Таџикистана можете пронаћи древне споменике културе који су укључени у Унескову листу светске баштине. Таџичка култура се може подијелити на двије области, Метрополитан и Кухистон (Хигхланд). Модерни градски центри укључују Душанбе (главни град), Хучанд, Кулиаб  и Панџакент.

## Језици Таџикистана
Таџички језик је службени језик у земљи.. Ова одредба је садржана у другом члану Устава Таџикистана. Језик је такође уобичајен међу таџикистанским становништвом у источном Узбекистану, јужном Киргистану и сјеверном Авганистану. Таџички језик се користи као помоћни језик за међуетничку комуникацију и образовање међу народима Памира, а такође и као матерњи језик за многе становнике Самарканда и Бухаре. Укупно око 8 милиона људи говори таџички језик (процјене из 2015. године), укључујући око 6,9 милиона људи у Таџикистану (попис из 2010. године). Основа таџикистанског језика је класична персијско-таџичка књижевност, па су из тог разлога персијски (званични језик Ирана) и дари (један од званичних језика Авганистана) најближи језици.
У Горно-Бадашанској аутономној области, поред таџичког језика, постоји више од 11 језика. Становништво Памира традиционално добро говори руски. Тренутно је око половине школа у републици двојезично, гдје се већина предмета предаје на матерњем језику уз дјелимично коришћење руског. Такође, многи ученици говоре два или више језика, али је главни акценат на руском и државном језику. Међутим, критичари двојезичног образовања често своје жалбе заснивају на политичким разлозима. Дакле, ширење таџичко-руске двојезичности је један од карактеристичних језичких процеса у савременом Таџикистану.

## Религија
У данашњем Таџикистану више од 90% становника су муслимани. Ислам у земљи је политизован: његов развој, који се догодио 1990-их, био је праћен насилном критиком комунистичког режима. Већина становника исповједа сунитски ислам. Према подацима за 2009. годину, у републици је било око 3.000 џамија, од чега је 259 било катедралних џамија у 2014. години већ је било 3.424 џамија, од којих 344 имају статус катедралних џамија, а 40 је централних. Регион Горно-Бадахшан је дом муслимана Исмаилита, присталица једног од огранака шиизма. У Таџикистану постоји и 18 вјерских образовних институција, укључујући 6 медреса, гимназију и исламски институт. Више од 7 хиљада становника су дипломци домаћих и страних вјерских образовних институција. Хаџ је обавило око 200 хиљада грађана..
Друге религије су уобичајене, као што су хришћанство (православље и протестантизам), јудаизам и бахаизам. Уз ислам, историјска религија Таџикистана је и зороастризам. Зороастризам су прихватили персијски цареви као државну религију, а практиковао се и у Централној Азији. На крају је опао након арапских освајања. У савременом Таџикистану, Зороастријанци су у рањивом положају. Већина Зороастријанаца је принуђена да крије своју верску припадност због могућих посљедица. Тако, према званичним подацима, у региону Регија Хатлон, гдје живи око 3 милиона људи, постоји само једна зороастријска породица. Ситуација је постала посебно тешка након убиства лидера зороастријске заједнице Рудакија Самадова 2001. године. Тренутно у Таџикистану не постоји званично регистрована заједница Зороастријана..
Највећа прослава у Таџикистану која потиче из предисламског периода је Новруз, што значи "Нови дан". Одржава се 21. или 22. марта, када почиње обрада земље. Током Новруза многе породице посјећују рођаке, избацују старе ствари, чисте кућу и играју игрице на терену. Такође се служе специјална јела. Друге предисламске таџишске традиције као што су скакање из ватре, плес око ватре и борба против ђавола ватром и даље се одржавају у удаљенијим регионима.
Влада Таџикистана је показала нетрпељивост према неким вјерским религијама, као што су Јеховини сведоци и рушила је вјерске објекте.

## Обичаји и традиција
Социолошка истраживања показују да се обим традиционалних ритуала не смањује, посебно међу сеоским становништвом. У Таџикистану, у постсовјетском периоду, примјетно се повећао број мушкараца и жена који поштују исламска правила и традиције: посте, обављају дневне молитве, посећују џамије итд. У неким руралним областима људи чак почињу отворено да носе хиџаб. Из године у годину расте број полигамних и раних бракова, случајева откупа у разним облицима, размјене поклона. Истовремено, долази и до искорењивања појединих обреда из свакодневног живота становништва, на примјер: проводаџисање од колијевке, или „успаванка договора”, таџички: „гахворабахш” - обичај вјеридбе новорођенчади; опроштај невјесте од њених пријатеља - таџички: „зиёфати духтар“; ритуал сјечења невјестине одјеће - таџички: "чомабурон"; таџички: „калым” и други.
Закон „О уређењу традиција, прослава и обреда у Републици Таџикистан“ усвојен је 8. јуна 2007. године. У медијима страних земаља појавиле су се публикације чији су аутори регулисање ритуала протумачили као кршење људских права. Годину дана касније извршене су измене Закона. То се посебно тиче ограничавања броја гостију (до 156), времена прославе (не више од два дана, викендом од 8 до 23 сата) и смањења броја поклона. Свадбени кортет не сме да се састоји од више од четири аутомобила, а свадбене трошкове су дужне да сносе обје стране младенаца подједнако. Према Закону, формирана је Комисија за рационализацију традиције и ритуала, која прати да ли се грађани придржавају прихваћених норми.

### Народна ношња
У савременом Таџикистану, традиција ношења традиционалне одјеће је очувана, посебно међу женама. Кројачи и везиље још увијек користе ручно рађен вез за украшавање кућа и одеће. Мушкарци носе фабричку одећу европског стила. Неки мушкарци и даље преферирају националну горњу одјећу, која се зове јома (таџички ҷома), и покривала за главу - тубетејка (таџички тоқӣ).

## Празници у Таџикистану
Највећи празник у Таџикистану, који се одржава и прије исламског периода, је Новруз („Нови дан“). Празнује се 21-22. марта, када почињу радови на њивама. Током славља рођаци се посјећују, спремају се посебна празнична јела, бацају старе ствари, чисте кућу и слично.

## Кухиња
Таџикистанска кухиња има много заједничког са узбекистанском, авганистанском, руском и иранском кухињом. Познато је по јелима као што су кабули пулао, кабили палау и саману. Национална храна и пиће су пилав и зелени чај.
Традиционални таџикистански оброци почињу малим јелима од сувог воћа, орашастих плодова и халве, настављају супом и месом, а завршавају пилавом. Чај прати сваки оброк, а често се служи између оброка као гест гостопримства. Често се пије незаслађен. Таџикистанска кухиња нуди велики избор јела од воћа, меса и супе.

## Спорт
Планине Таџикистана пружају многе могућности за спортове на отвореном, као што су пењање, брдски бициклизам, пењање по стијенама, скијање, сноубординг, пјешачење и планинарење. Међутим, капацитети су ограничени. Планинарске и пјешачке туре на планине Фан и Памир, укључујући врхове од 7.000 м у региону, сезонски организују локалне и међународне алпске агенције.
Фудбал је најпопуларнији спорт у Таџикистану. Фудбалска репрезентација Таџикистана такмичи се у ФИФА и АФЦ такмичењима. Најбољи клубови у Таџикистану такмиче се у Таџикистанској лиги.
Четири таџикистанска спортиста освојила су олимпијске медаље за своју земљу од независности. То су: рвач Јусуп Абдусаломов (сребро у Белкингу 2008), џудиста Расул Боћијев (бронза у Пекингу 2008), боксер Мавзуна Чоријева (бронза у Лондону 2012) и Дилшод Назаров (злато у бацању кладива у Рију 2016).

## Умјетност
Таџикистан, који се налази на раскрсници трговачких путева између Истока и Запада, центар је многих културних споменика који датирају из древних народа Централне Азије, укључујући номадска племена. Ова земља је током времена имала значајан значај за умјетност, захваљујући културним и економским везама са Индијом, Ираном, Кином, Источним Туркестаном, медитеранским земљама и народима евроазијских степа. Древни становници Таџикистана оставили су траг у развоју умјетности древне Бактрије, Согда, Кушанског краљевства, Тохаристана и Фергане. Умјетничка култура ове земље формирана је и развијена у градовима централне Азије, као што су Бухара, Самарканд, Балкх, Хујанд, Истаравшан, Хулбук и други, и уско је повезана са културом Узбекистана и других народа.
Током формирања Таџичке Аутономне Совјетске Социјалистичке Републике, постављен је задатак стварања нове културе и појавила се хитна потреба за обуком специјалиста. Уз помоћ представника међународне професионалне интелигенције почела су да се практикују креативна путовања, која су постала „прототип“ будућих културних институција у републици. Већ 1933. године створен је Организациони биро (Савез умјетника), отворена је умјетничка школа, основан је музеј ликовних умјетности. У периоду совјетске изградње прокламовани су принципи националности и реализма у умјетности. По први пут у републици појавила су се дјела штафелајне умјетности, сликарства, графике и скулптуре. Заједно са сликањем и резбарењем на дрвету и ганчу, постери, првобитно објављени у Ташкенту и Самарканду, постали су распрострањени у Таџикистану. У умјетност Таџикистана 1970-80-их. Велики допринос дали су и млади умјетници: монументални сликари С. Н. Шарипов, Д. М. Бекназаров, З. Давутов, С. У. Курбанов, графичари Т. Самандаров и Р. А. Азимов, керамичар В. Одинајев, мајстор таписерије Д. Абдусаматов. Орнамент је такође један од најстаријих облика уметности у Таџикистану.
Као резултат ових напора, један број професионалних глумаца је одрастао у Таџикистану током совјетске ере. У овим годинама организовао је више републичких фестивала и такмичења за развој културе, уметности и заната. У братским републикама бившег Совјетског Савеза одржавани су таџикистански уметнички фестивали.

## Рукотворине
Чакан вез је пракса шивања симболичних слика на памук или свилу концима јарких боја. Они приказују митолошке слике, природу или космос. Вез се врши на одјећи и на уобичајеним кућним предметима као што су завјесе, прекривачи и јастуци. Чакански предмети су важан дио свадбених церемонија, при чему млада носи чакан кошуљу, а младожења носи извезену капицу названу "таки". Таџичке жене и дјевојке обично ће носити чакан одјећу током националних фестивала и празника.
Жене стварају ову умјетничку форму, било појединачно или у заједничком окружењу. Приликом индивидуалног рада мајсторице ће добити помоћ од ћерки и других чланова породице. У заједничком окружењу, занатлије се окупљају у једном дому, узимајући упутства од најискусније и добијају индивидуални задатак за процес. Ови задаци могу укључивати дизајн слике, сјечење тканине, вез, шивење одјевних предмета и примање наруџбина за продају производа. Производи које стварају ове занатлије продају се на базарима или у продавницама хаљина, што представља важан извор прихода.
Пракса чакан веза преноси се са једне генерације жена на другу, како би се осигурало да пракса и даље напредује. Занатлија ће своје знање пренети ћерки, унуци и снаји. Чакан вез се такође може научити у групним поставкама од стручне занатлије, која се назива методом "мајстор-ученик".
Чакански вез је 2018. године уписан на Унескову листу нематеријалног културног насљеђа човјечанства.

## Архитектура
Таџикистан је јединствена земља у којој су се спојиле културе Истока и Запада. Архитектура Таџикистана се одликује снажном индивидуалношћу, дубоком симболиком и богатим културним насљеђем. Почетак развоја таџичке архитектуре поклапа се са периодом настанка и историјског и културног развоја првих државних формација у Централној Азији - Бактрије, Согдијане, Фергане, Хорезме, Маргијане, почевши од 6.-5. вијека п. н. е. Један од примјера најстаријих архитектонских споменика Таџикистана може се назвати изградња храмских комплекса распрострањених у хеленистичком свијету Истока и представљених у Таџикистану на примеру храма Окса у Такти Сангину, који датира из 6. до 3. вијека п. н. е. Велики је хеленистички допринос који је посредно ушао у развој античке и раносредњовековне архитектуре земље, као пример се могу назвати раносредњовековни храмови Пењикента и Шахристана. Током ере доласка ислама у земљу, почео је да се развија принцип „скривене архитектуре“: празне фасаде које скривају различито уређене собе отворене ка дворишту са фонтаном, рибњаком и расцвјетаним зеленилом. На пример, у џамији-медреси Олима Додхо у Пеџикенту откривена је храмовна структура испод темеља постојећег комплекса. Међу осталим умјетничким споменицима Таџикистана, може се издвојити тврђава Хујанд, која је подигнута у 4. вијеку прије нове ере и једна је од најстаријих сачуваних грађевина у земљи. Вриједна је помена и Медреса Кухиња, медреса изграђена у 16. вијеку која је служила као центар образовања и културе у региону.
Архитектонски споменици на територији Таџикистана налазе се у разним тешко доступним областима земље, од којих су 93% планине.
- Cкульптура из слоновой кости стоянки Тахти-Сангин.
- Остаци древног Пенџекента.
- Ваза са куфским натписом, 10-11 вијек, Истаравшан.
- Фреска Пенџекента, VI—VIII вијек.

## Музика
Традиционална таџичка музика је блиско повезана са другим средњоазијским музичким облицима. У таџикистанском традиционалном музичком стваралаштву постоје такви водећи жанрови усмене традиције као што су шашмаком и фалак. Шашмаком се с правом сматра врхунцем класичне професионалне музичке традиције Таџика. Настао је крајем 18. века у Бухари - у то време центру таџикистанске културе. Постоји много дефиниција за овај концепт. Са једне стране, Шашмаком је сложено циклично дело, са друге стране, то је теоријски музички систем, у трећем случају, то је жанр, начин размишљања и стил. Фалак је још један јединствени феномен таџикистанске музичке културе. Као феномен традиционалне музике, она постоји вековима у контексту усмене традиције. Са једне стране, Шашмаком је сложено циклично дјело, са друге стране, то је теоријски музички систем, у трећем случају, то је жанр, начин размишљања и стил. Фалак је још један јединствени феномен таџичке музичке културе. Као феномен традиционалне музике, она постоји вијековима у контексту усмене традиције. У неким областима Памира то, по правилу, изводе жене током обреда. У другим областима то може бити праћено погребним плесом. У овом случају се додаје инструментална пратња. У погребном плесу, фалак се обично изводи уз пратњу дафа (ударни музички инструмент), на коме се изводи одређена ритмичка формула. Шашмакам је доминантни стил таџикичке народне музике, иако је фалак популаран у јужном Таџикистану. Памирци из Горно-Бадахшан Аутономне Покрајине такође имају свој посебан стил музике.
Невиђени процват у историји музичког живота у Таџикистану дошао је 80-их година двадесетог вијека: Таџикистанско државно академско позориште опере и балета названо по. С. Аини, Таџикистанска државна филхармонија, Таџикистан државни институт умјетности М. Турсунзаде, републичке музичке школе, музичке школе, Савез композитора Таџикистана.
- Народни музички инструменти, Тачикистан.
- Ансамбл традиционалних инструмената
- Музички инструменти Ребаб и Дутар из Таџикистана
- Нигина Амонкулова - таџичка естрандна пјевачица

## Књижевност
Традиционални центри таџичке књижевности били су Самарканд и Бухара, међутим ови градови су сада у Узбекистану. У новијој историји таџичка књижевност је била претежно у духу социјал реализма. Иако Таџици не повлаче линију између сопствене књижевности и опште персијске књижевности, било је неколико значајних таџикичких писаца и пјесника. Стандардизација таџичког језика обликовала је таџичку књижевност и посљедњих деценија.

### Класична књижевност
Све до 15. вијека таџичка књижевност је чинила саставни дио персијске (или персо-таџичке) књижевности. Согдијска књижевност је такође постала распрострањена у Таџикистану. Инвазија трупа Арапског калифата на Иран у 7. вијеку, а касније и на Централну Азију, задала је снажан ударац древној иранској култури. До 7. вијека, народи централне Азије и Ирана који су говорили персијски имали су богато књижевно насљеђе на древним и централноиранским језицима. До 7. века, народи централне Азије и Ирана који су говорили персијски имали су богато књижевно наслеђе на древним и централноиранским језицима. Оснивач персијске књижевности је Рудаки, који је живео у 9.-10. вијеку, а највјероватније је дошао из малог села на територији савременог Таџикистана. Рудаки је постао отац персијске поезије и његово дјело је довело до великог броја сљедбеника који су почели да се називају „галаксијом Рудаки“. Међу њима је био и млади пјесник Дакики - управо је он започео рад на епу „Шахнаме“, али је умро прије него што је завршио ово бесмртно ремек-дјело. Ремек-дјело персијске књижевности „Шахнаме“, што значи „Књига о краљевима“, написао је пјесник Абулкосим Фердоуси почетком 11. вијека. У еп је укључио хиљаде Дакикијевих редова, а у њему је сакупио и многе епизоде из исламске и предисламске културе, све до времена зороастризма. У књижевности 11-12 вијека развио се хорасански стил који датира још од дјела А. Рудакија и његових савременика, усљед чега је настао национални књижевни језик, разумљив у Трансоксијани, Хорасану, Ирану, Азербејџану, Ширвану, Ираку и многим другим мјестима у Централној Азији и на Кавказу. Главне врсте поезије 11-12 века. у Хорасану, Маверанар и другим регионима су маснави, касида, газеле, рубаија, кит’е, мусамат и др., односно жанрови формирани у 9.-10. вијеку. Проза 9-12 вијека такође је постигао значајан развој, а често је стваран на два језика - и таџичком и арапском, којима су таџички научници и писци течно говорили.
Готово сви пјесници 9-12 вијека компоновани рубајије, који у лаконском облику одражавају мудре говоре, филозофску мисао, осјећања љубави и суштину бића, итд. Мајстори овог жанра били су Абусаид Абулкхаир (957-1049), Баба Тахир Уриан (980-1055), Махасти Хујанди (12 вијек). Највиши домет овог поетског покрета је филозофски рубајије Ибн Сине и Омара Хајама. Центар књижевног живота у другој половини 11. вијека преселио из Трансоксијане (Бухара) у Хорасан. У таџичкој књижевности друге половине 11. вијека у Маверанахру, са центром у Самарканду, позната су имена пјесника као што су Ам'ак Бухарај, Сузани Самарканди, Рашиди Самарканди. Шихабудин Абунајаб Ам'аки Бухарај (умро око 1148. године) сматран је не само у фигуративном, већ и у буквалном смислу ријечи, амир-аш-шуара („емир пјесника“). Књижевно наслеђе Ам'ака Букхараја чине касиде, кит’е, рубаије, газали и таркибанди, укупно седам хиљада бајтова. Написао је и величанствену пјесму „Јусуф и Зулејха“. Абумухамад Рашиди Самаркандијски дворјанин, талентовани пјесник живио је крајем 11. - почетком 12. вијека и компоновао је углавном касиде, док се, као и пјесник Ибн Сина, интересовао за астрологију. Рашиди Самарканди је први који је признао примат Абуабдула Рудакија у поезији на фарсију.
- Абдуррахман Џами.
- Хафиз Ширафи
- Ибн Сина
- Споменик Рудакију у Душанбеу.

### Књижевност совјетског периода
Почетком 20. вијека појавио се буржоаско-либерални покрет писаца „џадида“, који су промовисали реформе у образовању, развој интелигенције и грађанске класе. Након успостављања совјетске власти у Таџикистану, писци џадида су били приморани или да се придруже СССР-у или да напусте земљу. Један од најистакнутијих писаца Таџикистана у првој половини 20. вијека био је Садридин Ајни. Такође је припадао џадидском покрету, али је на крају прихватио идеје СССР-а и постао оснивач реализма у таџичој совјетској књижевности. Поред Ајнија, рођење совјетске књижевности догодило се захваљујући пјесницима Абулкасиму Лахутију (1887-1957) и Пајраву Сулејманију (1890-1933).
У другој половини 20. вијека таџичка књижевност је постала дио совјетске књижевности. У земљи су се развили многи жанрови - формирана је сопствена драматургија, традиције у поезији настављене су легендама и мистичним причама. У овом периоду живели су и радили А. Декхоти, А. Лахути, Б. Рахимзаде, П. Сулејмони. А касније М. Турсун-Заде, М. Каноат, Л. Схерали, Г. Сафиева и А. Хаким, Х. Гојб. Након стицања независности 1991. године, књижевност Таџикистана је у извесном опадању, али су се постепено пјесници и писци вратили стваралаштву.
- Садридин Ајни
- Бахром Фируз, Рахим Џалил и Мумин Каноат
- Абуљкасим Ахмеџаде Лахути - аутор химне Таџичке ССР

## Кинематографија
Филмска индустрија Таџикистана датира из 1929. године. Први званични филмски студио, назван Тавиккино (касније преименован у Тавикфилм), почео је са радом 1930. године. Године 1935. Таџикино је почео да производи звучне филмове. Неки стручњаци верују да је период 1970-80. године златно доба за Таџикфилм. Субвенционисан од стране владе, студио је био у могућности да произведе око шест дугометражних филмова сваке године.
Примјери успјеха Таџикфилма у совјетско вријеме су филмови као што су Легенда о Рустаму, Легенда о Рустаму и Сјавушу и Легенда о Смиту Кови, засновани на причама из Фердоусијеве Шахнаме; Прво јутро адолесценције (рус. Юнности Первое Утро), која говори о животној причи људи који су живели у Горно-Бадахшан на почетку Совјетског царства, када се његова војска још увек борила са покретом Басмачи; трилогија Нове приче из Шахеризаде, заснована на арапским причама Хиљаду и једна ноћ.
Међу истакнутим таџикистанским продуцентима су Валериј Ахадов и Давлат Худојназаров.
Након распада Совјетског Савеза и грађанског рата у Таџикистану (1992–1997.), таџикистанска кинематографија је опала. Студио је углавном преживљавао примајући мале поруџбине из иностранства и продуцирао је само неколико својих филмова. Филм Секс и филозофија Мохсена Макхмалбафа из 2005. године је смјештен и произведен у Таџикистану, као и филм Анђео са десне стране (таџички: Фариштаи китфи рост; перзијски: فرشته کتف راست)  Јамшеда Усмонова из 2002. године. Остали таџикистански филмови произведени у последње двије деценије су: Kosh ba Kosh (1993.), Пословни пут (1998., документарац), и Luna Papa (1999., заједнички пројекат Таџикфилма са неким колегама из Њемачке, Аустрије, Швајцарске, Јапана и Русије).

## Институције и публикације
Оснивање првих музеја и библиотека - Музеј историје и географије Лењинабадске области (сада Сугхд), Уједињени републички музеј историје, географије и ликовних умјетности по имену Камолудин Беџод, Државна библиотека Таџикистана по имену Абулкасим Фирдавси, Библиотека града Душанбеа по имену А. Лохути и други додатно су допринијели развоју културе и цивилизације, националне традиције и духовног образовања народа Таџикистана.
У систему Министарства културе Таџикистана 80-их година 20. вијека било је активно више од 966 клубова у којима су дјеловале групе љубитеља умјетности и драмских клубова, који су постали прави центри културно-просвјетне дјелатности.
Од 1973. године Државни комитет Таџикистанске ССР за издаваштво, полиграфију и трговину књигама, који је основан на основу Државног комитета за штампу при Савјету министара Таџикистанске ССР (1964), био је задужен за издаваштво, штампање и трговину књигама. Године 1989. овај комитет мијења назив у Државни комитет Таџикистанске ССР за штампу, а касније унапријеђује свој рад. У свом саставу развија многе штампарије, као што је у Душанбеу, Штампарија бр. 1 (ЈСЦ „Матбуот”), „Санадвора”, издавачке куће „Ирфан”, „Мариф”, научни главни уредник Таџикистанске совјетске енциклопедије, „Адиб”, „Трговина књигама” и друге. Крајем 80-их година 20. вијека у републици је излазило 50 листова, 15 часописа и стотине књига, брошура и других штампаних производа. Укључујући главног научног уредника Таџичке совјетске енциклопедије у 8 томова "Совјетска таџичка енциклопедија" (1978-88), у 2 тома "Енциклопедија таџичке књижевности и умјетности" (1988, 1989), у 2 тома "Енциклопедија таџичке пољопривреде" (1989, 1991) и друге енциклопедијске књиге.

## Позориште у Таџикистану
Модерном позоришту у Таџикистану претходило је народно позориште, укључујући плесове пантомиме који имитирају покрете животиња, птица, радне процесе, као и покрете ратника са сабљама и штаповима. Централно мјесто у народним представама заузимале су и комичне игре на штулама, на дрвеном коњу и другим реквизитима. У северним регионима Таџикистана, као и међу Таџицима из Бухаре и Самарканда, раширило се луткарско позориште „зочабози“ (игра са луткама) три варијанте: „чодирхајол“ (шатор духова) - представе са луткама; „чодири дасти” (шатор за руке) и „зочаи бе чодир” (лутка без шатора) су представе у којима глуме лутке попут Петрушки (је лик руског народног луткарства, гињола).
Године 1929. у Таџикистану је отворено прво позориште - Таџичко драмско позориште, највеће драмско позориште у Таџичкој ССР. Настао у Душанбеу 1929. године уз учешће студената – Таџика по националности.

## Државни циркус Таџикистана
Године 1968. Централни комитет Републике Таџикистан и Влада Таџикистана одлучили су да оснују Државни циркус Таџикистана. Исте године, Уредбом Министарства културе ССР Таџикистана, отворен је посебан циркуски студио при Државном циркусу Таџикистана, гдје су учествовали најбољи кротитељи, вјешти учитељи, познати умјетници и композитори. За развој Таџикистанског циркуса позвани су познати циркуски мајстори из цијелог бившег Совјетског Савеза. Дана, 22. децембра 1977. године изграђена је и пуштена у употребу велелепна посебна циркуска зграда, која је пружала повољне услове за обуку и наступе. За кратко вријеме сазрели су талентовани домаћи глумци, а Таџички циркус је публици представио занимљиве програме. Програми „Планински караван Памира“ Т. Јусупов, "Плес на жици" Р. Ришкова и Т. Јакубов, „Љестве за вејшање“ Н. Ахмадова, ансамбл "Достон" портира Н. Алијева, "Дукхтари Козабадаст" М. Кадирова, "Чобуксаворон" С. Бехбуди и други програми глумаца таџичког циркуса освојили су срца љубитеља циркуса. Таџички циркус је са концертним програмима обишао многе градове бившег Совјетског Савеза.

## Програми и фестивали-такмичења
Током година независности, у циљу организовања и показивања перспектива за развој културе и професионалне умјетности, да се створи повољан регулаторни и правни амбијент за ефикасан рад институција културе Таџикистана, по налогу Владе Републике Таџикистана, развијен је и представљен низ државних програма са конкретним плановима који би допринели развоју и дали велики подстицај националној култури.
Истичу се сљедећи програми
- „Програм компјутеризације образовних установа културе и умјетности Републике Таџикистан за 2007-2010“ (бр. 135, од 3. априла 2006. године),
- „Државни програм оспособљавања квалификованих кадрова у области културе, умјетности и издаваштва за 2007-2010“ (бр. 239, од 03.07.2006),
- „Државни програм развоја културе Републике Таџикистан за 2008-2015“ (бр. 85, од 3. марта 2007. године),
- „Државни програм развоја народне уметности у Републици Таџикистан за 2009-2015“ (бр. 213, од 31. октобра 2008. године),
- „Државни програм развоја професионалне музике у Републици Таџикистан за 2011-2015“ (бр. 322, од 1. јула 2010. године),
- „Државни програм масовне компјутеризације у Републици Таџикистан за 2001-2013“ (бр. 384, од 2. августа 2010. године).

За развој професионалне музике и промоцију народног стваралаштва, организован је низ фестивала и такмичења - 
- Национална телевизијска смотра "Андалеб"-такмичење народног стваралаштва (1999., 2001., 2004., 2006., 2008.),
- Међународни фестивал-такмичење професионалних позоришта земаља Централне Азије „Новруз‒2003“
- Међународни фестивал-симпозијум „Фалак“,
- Међународни фестивал "Шашмаком",[26][27][28][29]
- Републички фестивал-такмичење "Естрада‒2004"
- Републички фестивал-такмичење професионалних позоришта "Парасту"[30][31][32][33][34]
- Такмичење "Ганџи Шојгон"[35]
- Такмичење националних музичара "Златни двојник"[36]
- Фестивал "Мала пјесма"
- Републички фестивал пјесме и игре "Цвијеће и букети једног травњака"[37]
- Фестивал породичних ансамбала "Цвијет сврхе" и др.

У Таџикистану се сваке године одржавају „Дан Шашмакома“ и „Фалак дан“.

## Историјско-културни споменици
Током периода независности Републике Таџикистан, 7 споменика историјског и културног наслеђа је потпуно обновљено, 18 споменика је поправљено и реновирано, изграђена су 3 музеја, побољшано је стање очуваности десетина других споменика. Тренутно су у току рестаураторски радови 12 историјских споменика. Направљена је и објављена књига „Листа архитектонских и античких атракција Републике Таџикистан“, која укључује листу и фотографије у боји више од 180 споменика из 38 градова и округа републике.
У Регистру свјетске баштине УНЕСКО-а у Таџикистану, у главном регистру су уписана 2 имена историјских и природних објеката. Конкретно, према индикаторима: 1 - културно - Саразмски округ и 1 - природни - Национални парк Таџикистана. У 2015. години 16 локалитета историјског, културног и природног насљеђа у Таџикистану уврштено је на листу кандидата за уврштавање на листу свјетске културне баштине Унеска. Конкретно, према индикаторима: 11 - културно, 5 - природно. До сада је 19 историјских и културних споменика Таџикистана уврштено је на листу материјалног културног наслеђа ИСЕСЦО-а. Ови споменици су одобрени током 10. састанка Комитета исламских свјетских споменика, који је одржан 4-7. јула 2022. године у Краљевини Мароко. Предмете номинације ових историјских и културних споменика припремили су стручњаци Министарства културе Републике Таџикистан и послали у централу ове организације преко Министарства спољних послова. Од 19 историјских и културних споменика Таџикистана, 2 су уврштена у Главни регистар културног насљеђа исламског света, а 17 у Прелиминарни регистар.

## Музеји у Таџикистану
Међу најпознатијим музејима у Таџикистану издвајамо Републички уједињени музеј историје, локалне историје и ликовних умјетности по имену Беџада, Књижевни музеј по имену С. Ајни у Душанбеу, Републички историјско-локални музеј по имену А. Рудаки у Пењекенту, регионални историјски и завичајни музеј Хорог и Ленинабад, Историјски и завичајни музеј у Исфари, итд. Од 1991. до 2011. године број музеја се повећао са 27 на 44.

## Библиотеке у Таџикистану
Библиотекарска делатност је једна од области културне дјелатности. У том правцу, од 2008. године, сваке године 2-9. априла широм земље одржава се Републички фестивал „Недјеља књиге таџичке дјеце и тинејџера“, а 4. септембар се обележава као „Дан књиге“. Од 2007. године организује се покрет „Караван књиге” који једном годишње омогућава бесплатан приступ новоизашлим књигама библиотекама свих градова и округа. Међународни сајам књига у Душанбеу је организован 2011, 2012. и 2013. године.
Министарство културе Републике Таџикистан посвећује озбиљну пажњу развоју међународних културних односа. У оквиру ове сарадње одржани су Дани културе Републике Таџикистан у Казахстану, Азербејџану, НР Кини, Индији, Бјелорусији, Туркменистану, Руској Федерацији, Дан Таџикистана у Унеску (Париз) и У Таџикистану су одржани Дани културе Народне Републике Кине, Белорусије, Казахстана, Туркменистана и Републике Таџикистан. Министарство културе Републике Таџикистан организује прославе независности Таџикистана, Вахдат, Новруз, Мехргон и прославу великана таџикистанског народа и друге културне манифестације Таџикистана. Обележавање 90. годишњице Б. Гафуров, 100. годишњица М. Турсунзода, 960. годишњица Умара Хајома, 645. годишњица Камалудина Бехзода, 1150. годишњица поглавара класичне персијско-таџичке књижевности Абу Абдулаха Рудакија, 800. годишњица Маулане Балха Џалалуда и други су међу њима.

## Национални препород
Хиљаду година након периода Саманида, догодио се још један културни препород; овога пута захваљујући модерној совјетској драми, опери и балету. Пјесници као што су Мирзо Турсунзода, Мирсаид Миршакар и Лојк Шерали; писац и историчар Садридин Аини, сви су били истакнути у овом препороду, као и професори М Ишоки и Мухамед Асими, научник Сотим Улугзода, романописац Јалол Икроми и антрополог и историчар Бобојон Гафуров. Малика Собирова је 1969. године освојила златну медаљу на међународном балетском такмичењу.
У циљу представљања и промоције таџикистанске националне умјетности и културе у свијету, редовно је организовао турнеје републичких умјетничких екипа по републикама бившег Совјетског Савеза и страним земљама.
Влада Таџикистана је наградила своје врсне умјетнике, 13 таџичких глумаца (М. Косимов - позоришни и филмски глумац, 1941; М. Ашрафи - диригент и композитор, 1951; Г. Голомалиев - композитор, диригент, 1957; Л. Зохидова - балет, 1957; Т. Фозилова - позоришна глумица, 1957. филмски редитељ, 1965.; Х. Мавлонова - оперска пјевачица, 1968; А. Бобокулов - пјевач, 1971; Н. Волчков - позоришни глумац, 1974; М. Собирова - балерина, 1974; Г. Валаматзода - учитељ плеса, 1976; Л. Кабирова - оперска пјевачица, 1977; Ј. Мурадов-пјевач, 1979; М. Калонтарова (Каландарова) - плесачица, 1984; З. Аминзода - плесачица, 1986; Х. Гадоев - позоришни и биоскопски глумац, 1988) добили су титулу Народног уметника СССР-а, а десетине људи добило је титулу Народног умјетника Таџикистанске ССР.
Од стицања независности, дошло је до предсовјетског културног препорода у покушају да се подстакне осјећај националног идентитета. Романописац Таимур Зулфикаров, а истакнути су професори Рахим Масов и Бозор Собир.

## Галерија
- Традиционално таџикистанско вјенчање.
- Мушкарац прави пилав, национално јело Таџикистана.